# ريتشارد كراوتش
ريتشارد كراوتش (بالإنجليزية: Richard Crouch)‏ هو كاتب عدل ‏ ومحام بالقضاء العالي وسياسي أسترالي، ولد في 19 يونيو 1868 في أستراليا، وتوفي في 7 أبريل 1949 في أستراليا. حزبياً، نشط في Protectionist Party ‏ (1901 – 1909) وحزب العمال الأسترالي (1929 – 1931) وLiberal Party (Australia, 1909) ‏ (1909 – 1910). وقد انتخب عضو مجلس النواب الأسترالي عن دائرة كورانجاميت ‏ (12 أكتوبر 1929 – 19 ديسمبر 1931) وانتخب عضو مجلس النواب الأسترالي عن دائرة Division of Corio ‏ (29 مارس 1901 – 13 أبريل 1910).